# پاین لیک (آریزونا)
پاین لیک (به انگلیسی: Pine Lake) یک منطقهٔ مسکونی در ایالات متحده آمریکا است که در آریزونا واقع شده‌است. پاین لیک ۴٫۳۷ کیلومتر مربع مساحت و ۲٬۳۸۷ نفر جمعیت دارد و ۱٬۹۱۵ متر بالاتر از سطح دریا واقع شده‌است.